# Герман Дальбек
Герман Дальбек (швед. Herman Dahlbäck, 7 березня 1891 — 16 липня 1968) — шведський академічний веслувальник.
Срібний призер Олімпійських Ігор 1912 року в складі розпашної четвірки зі стерновим з внутрішніми кочетами.